# Stuart Smit
Stuart Achly Gilbert Smit (11 de mayo de 1988) es un deportista arubeño que compitió en taekwondo. Ganó dos medallas de bronce en el Campeonato Panamericano de Taekwondo en los años 2010 y 2014.

## Palmarés internacional
| Campeonato Panamericano | Campeonato Panamericano | Campeonato Panamericano | Campeonato Panamericano |
| Año                     | Lugar                   | Medalla                 | Categoría               |
| ----------------------- | ----------------------- | ----------------------- | ----------------------- |
| 2010                    | Monterrey (México)      | Medalla de bronce       | –80 kg                  |
| 2014                    | Aguascalientes (México) | Medalla de bronce       | –87 kg                  |